# Ardisia albipetala
Ardisia albipetala är en viveväxtart som först beskrevs av Cyrus Longworth Lundell, och fick sitt nu gällande namn av J. J. Pipoly och J. M. Ricketson. Ardisia albipetala ingår i släktet Ardisia och familjen viveväxter. Inga underarter finns listade i Catalogue of Life.